# Massilieurodes kirishimensis
Massilieurodes kirishimensis là một loài côn trùng cánh nửa trong họ Aleyrodidae, phân họ Aleyrodinae.
Massilieurodes kirishimensis được Takahashi miêu tả khoa học đầu tiên năm 1963.